# Wijd en Zijd
Wijd en Zijd is een Nederlandse documentairefilm uit 1964 gemaakt door Han van Gelder over de vrachtvaart.

## Aanleiding
De transportonderneming Phs. van Ommeren N.V. zou in juni 1964 haar 125-jarig bestaan vieren en gaf in dat kader opdracht voor het maken van een film waarin de bedrijfsactiviteiten worden getoond. Het bedrijf gaf de filmer maximale vrijheid en liet haar medewerkers hem ook allerlei manieren behulpzaam zijn.

## Realisatie
Van Gelder reisde met cameralieden Fred Tammes en Theo Hogers een aantal maanden op schepen van Van Ommeren de wereld rond om opnamen te maken over deze vrachtvaartonderneming. In een uitgeschreven dankwoord na de première vertelt hij dat het voor hen een ontdekking was dat die schepen slechts een omhulling waren van activiteiten die beginnen en eindigen met een mens, een individu, "U en ik". De schepen zijn daar dienstbaar aan. Hij vertelt ook hoe voor de hand liggende opnamen zich door (weers)omstandigheden niet lieten filmen of in het laboratorium mislukt bleken, maar er zich andere onverwachte zaken presenteerden. Deze intrigeerden de makers meer dan de shots die ze tevoren gepland hadden. Zo groeide de film. Er ontstond een thema: "Zeeën scheiden mensen, maar schepen brengen ze bij elkaar. Zeeën scheiden de vruchten der aarde, maar schepen brengen ze wijd en zijd".

## Kritiek
In 1964 werd een 'bedrijfsfilm' zoals Wijd en Zijd nog in veel kranten gerecenseerd. Een aantal recensies na de première stellen dat men bij een dergelijke opdrachtfilm tevoren al een globaal beeld heeft wat de film zal bevatten. Men herkent en prijst de eigen invalshoek van Van Gelder, "poëtisch ... zonder in overdreven lyrische frasen te vervallen". De keuze voor Jan Mul voor de muzikale begeleiding en de aard van zijn bijdrage wordt geprezen. Muziek en commentaar zijn beperkt tot wat nodig is om de beeldimpressie te versterken. "Nergens is er overbodigheid in deze boeiende film, waarin in twintig minuten tijd de toeschouwer een totaliteit wordt geboden van een veel langere kijkduur".
Op het Internationale Filmfestival in Genua krijgt de film in 1965 de eerste prijs in de categorie Maritieme Communicatie.

## Trivia
- In het geschreven dankwoord memoreerde Van Gelder ook dat het verblijf in Japan de filmers tegenviel. Het mistte en miezerde en er waren geen geisha's maar alleen een kamermeisje dat maar niet begreep dat ze graag een borrel wilden hebben: "Pas bij het goed oud Hollandse woord "hassebassie" zagen we haar gezicht oplichten en kregen we geestrijk vocht".